# Liga de Voleibol Superior Femenino 2015
La Liga de Voleibol Superior Femenino 2015 si è svolta dal 14 gennaio al 10 maggio 2015: al torneo hanno partecipato 7 franchigie portoricane e la vittoria finale è andata per la decima volta, la seconda consecutiva, alle Criollas de Caguas.

## Regolamento
Le squadre hanno disputato un girone all'italiana, sfidando ogni avversaria quattro volte, per un totale di ventiquattro incontri; al termine della regular season:
- Le prime sei classificate hanno acceduto ai play-off scudetto, strutturati in quarti di finale, con due gironi all'italiana con gare di andata e ritorno, semifinali e finale al meglio delle sette gare, con incroci basati sul piazzamento in stagione regolare col metodo della serpentina.

### Criteri di classifica
Se il risultato finale è stato di 3-0 o 3-1 sono stati assegnati 3 punti alla squadra vincente e 0 a quella sconfitta, se il risultato finale è stato di 3-2 sono stati assegnati 2 punti alla squadra vincente e 1 a quella sconfitta.
L'ordine del posizionamento in classifica è stato definito in base a:
- Punti;
- Numero di partite vinte;
- Ratio dei set vinti/persi;
- Ratio dei punti realizzati/subiti.

## Squadre partecipanti
Al campionato di Liga de Voleibol Superior Femenino 2015 hanno partecipato sette franchigie; una franchigia avente diritto, le Vaqueras de Bayamón, ha cessato le proprie attività e ceduto il loro titolo sportivo alle neonate Changas de Naranjito; le Orientales de Humacao hanno invece deciso di saltare la stagione.
| Club                  | Stagione | Città     | Impianto                         | Stagione precedente                            |
| --------------------- | -------- | --------- | -------------------------------- | ---------------------------------------------- |
| Changas de Naranjito  | dettagli | Naranjito | Coliseo Gelito Ortega            | -                                              |
| Criollas de Caguas    | dettagli | Caguas    | Coliseo Héctor Solá Bezares      | 2ª in LVSF; Campionesse di Porto Rico          |
| Gigantes de Carolina  | dettagli | Carolina  | Coliseo Guillermo Angulo         | 3ª in LVSF; Semifinale play-off scudetto       |
| Indias de Mayagüez    | dettagli | Mayagüez  | Palacio de Recreación y Deportes | 4ª in LVSF; Semifinale play-off scudetto       |
| Lancheras de Cataño   | dettagli | Cataño    | Coliseo Cosme Beitia Sálamo      | 6ª in LVSF; Quarti di finale play-off scudetto |
| Leonas de Ponce       | dettagli | Ponce     | Coliseo Salvador Dijols          | 1ª in LVSF; Finale play-off scudetto           |
| Valencianas de Juncos | dettagli | Juncos    | Coliseo Rafael Amalbert          | 8ª in LVSF                                     |

## Torneo

### Regular season

#### Risultati
| Risultati Regular season |                      |     |                                   |
|                          |                      |     |                                   |
| 14-01                    | Cataño - Juncos      | 3-0 | 25-23, 25-12, 26-24               |
| 15-01                    | Ponce - Caguas       | 3-2 | 31-29, 18-25, 25-18, 23-25, 15-13 |
| 15-01                    | Carolina - Naranjito | 3-0 | 25-14, 25-20, 25-19               |
| 16-01                    | Mayagüez - Cataño    | 3-1 | 25-16, 25-20, 18-25, 25-16        |
| 17-01                    | Caguas - Carolina    | 3-1 | 22-25, 25-17, 27-25, 25-15        |
| 17-01                    | Juncos - Ponce       | 3-0 | 25-21, 25-15, 26-24               |
| 18-01                    | Naranjito - Mayagüez | 2-3 | 18-25, 25-22, 25-15, 21-25, 15-17 |
| 21-01                    | Caguas - Mayagüez    | 3-0 | 25-23, 25-18, 25-15               |
| 21-01                    | Naranjito - Cataño   | 3-2 | 25-22, 19-25, 23-25, 25-21, 15-13 |
| 22-01                    | Carolina - Ponce     | 3-2 | 26-24, 25-23, 20-25, 16-25, 15-12 |
| 23-01                    | Mayagüez - Juncos    | 3-0 | 25-23, 25-18, 25-20               |
| 24-01                    | Ponce - Naranjito    | 3-0 | 25-18, 25-20, 25-19               |
| 24-01                    | Cataño - Caguas      | 1-3 | 19-25, 25-19, 17-25, 17-25        |
| 25-01                    | Juncos - Carolina    | 3-0 | 25-21, 25-16, 25-22               |
| 28-01                    | Juncos - Naranjito   | 3-1 | 25-23, 23-25, 25-18, 25-23        |
| 29-01                    | Cataño - Ponce       | 1-3 | 23-25, 21-25, 25-23, 13-25        |
| 29-01                    | Mayagüez - Carolina  | 3-0 | 25-17, 24-24, 25-22               |
| 30-01                    | Caguas - Juncos      | 3-1 | 25-23, 25-18, 16-25, 25-17        |
| 31-01                    | Ponce - Mayagüez     | 2-3 | 25-20, 18-25, 25-22, 24-26, 12-15 |
| 01-02                    | Carolina - Cataño    | 3-0 | 25-23, 25-21, 25-15               |
| 01-02                    | Naranjito - Caguas   | 1-3 | 17-25, 25-19, 20-25, 19-25        |
| 04-02                    | Juncos - Cataño      | 3-0 | 25-22, 25-21, 25-21               |
| 05-02                    | Caguas - Ponce       | 3-0 | 25-17, 25-17, 25-19               |
| 05-02                    | Naranjito - Carolina | 1-3 | 31-33, 21-25, 25-15, 22-25        |
| 06-02                    | Cataño - Mayagüez    | 3-2 | 17-25, 19-25, 25-21, 25-23, 15-9  |
| 07-02                    | Ponce - Juncos       | 3-0 | 25-20, 25-21, 28-26               |
| 08-02                    | Carolina - Caguas    | 1-3 | 21-25, 18-25, 25-21, 21-25        |
| 08-02                    | Naranjito - Mayagüez | 1-3 | 25-21, 11-25, 22-25, 24-26        |
| 11-02                    | Mayagüez - Caguas    | 3-0 | 25-19, 25-21, 25-12               |
| 12-02                    | Cataño - Naranjito   | 3-0 | 28-26, 25-19, 25-15               |
| 12-02                    | Ponce - Carolina     | 1-3 | 26-28, 25-22, 23-25, 26-28        |
| 13-02                    | Juncos - Mayagüez    | 2-3 | 17-25, 26-28, 25-10, 25-10, 10-15 |
| 14-02                    | Naranjito - Ponce    | 0-3 | 20-25, 16-25, 22-25               |
| 14-02                    | Caguas - Cataño      | 2-3 | 25-18, 21-25, 25-20, 19-25, 13-15 |
| 15-02                    | Carolina - Juncos    | 0-3 | 16-25, 20-25, 14-25               |
| 18-02                    | Juncos - Naranjito   | 3-1 | 26-24, 20-25, 25-13, 25-20        |
| 19-02                    | Ponce - Cataño       | 3-0 | 25-8, 26-24, 25-16                |
| 19-02                    | Carolina - Mayagüez  | 1-3 | 17-25, 21-25, 26-24, 18-25        |
| 20-02                    | Caguas - Juncos      | 3-1 | 23-25, 25-21, 25-23, 25-21        |
| 21-02                    | Mayagüez - Ponce     | 3-2 | 13-25, 25-15, 18-25, 25-19, 15-13 |
| 22-02                    | Naranjito - Caguas   | 0-3 | 17-25, 19-25, 22-25               |
| 22-02                    | Cataño - Carolina    | 3-0 | 25-17, 25-18, 25-20               |

| Risultati regular season |                      |     |                                   |
|                          |                      |     |                                   |
| 25-02                    | Cataño - Juncos      | 2-3 | 25-18, 25-21, 16-25, 18-25, 7-15  |
| 26-02                    | Ponce - Caguas       | 1-3 | 18-25, 25-19, 10-25, 21-25        |
| 26-02                    | Carolina - Naranjito | 3-1 | 25-20, 25-14, 33-35, 25-16        |
| 27-02                    | Mayagüez - Cataño    | 3-0 | 25-18, 25-20, 25-18               |
| 28-02                    | Caguas - Carolina    | 3-0 | 25-8, 25-20, 25-19                |
| 28-02                    | Juncos - Ponce       | 3-1 | 14-25, 26-24, 27-25, 25-12        |
| 01-03                    | Mayagüez - Naranjito | 3-1 | 25-18, 24-26, 25-16, 25-20        |
| 04-03                    | Cataño - Caguas      | 0-3 | 13-25, 8-25, 15-25                |
| 05-03                    | Mayagüez - Juncos    | 1-3 | 19-25, 25-22, 20-25, 21-25        |
| 05-03                    | Carolina - Ponce     | 0-3 | 23-25, 21-25, 23-25               |
| 06-03                    | Naranjito - Cataño   | 1-3 | 23-25, 20-25, 25-22, 20-25        |
| 07-03                    | Caguas - Mayagüez    | 3-1 | 25-27, 25-20, 25-22, 26-24        |
| 08-03                    | Juncos - Carolina    | 3-0 | 25-19, 25-13, 26-24               |
| 08-03                    | Ponce - Naranjito    | 3-0 | 25-21, 25-14, 25-18               |
| 11-03                    | Naranjito - Juncos   | 1-3 | 24-26, 26-24, 13-25, 20-25        |
| 12-03                    | Cataño - Ponce       | 1-3 | 20-25, 24-26, 25-15, 27-29        |
| 12-03                    | Mayagüez - Carolina  | 3-1 | 25-20, 25-13, 23-25, 25-21        |
| 13-03                    | Juncos - Caguas      | 3-1 | 25-19, 25-21, 24-26, 25-18        |
| 14-03                    | Carolina - Cataño    | 0-3 | 12-25, 23-25, 15-25               |
| 14-03                    | Ponce - Mayagüez     | 2-3 | 15-25, 30-32, 25-18, 25-22, 16-18 |
| 15-03                    | Caguas - Naranjito   | 3-1 | 25-10, 25-13, 26-28, 25-18        |
| 18-03                    | Juncos - Cataño      | 1-3 | 25-17, 20-25, 24-26, 23-25        |
| 19-03                    | Caguas - Ponce       | 1-3 | 25-16, 21-25, 22-25, 18-25        |
| 19-03                    | Naranjito - Carolina | 1-3 | 18-25, 21-25, 25-23, 17-25        |
| 20-03                    | Cataño - Mayagüez    | 0-3 | 24-26, 20-25, 23-25               |
| 21-03                    | Carolina - Caguas    | 3-0 | 25-23, 25-16, 25-19               |
| 21-03                    | Ponce - Juncos       | 3-0 | 25-20, 25-21, 28-26               |
| 22-03                    | Mayagüez - Naranjito | 3-0 | 25-13, 25-7, 25-14                |
| 25-03                    | Mayagüez - Caguas    | 0-3 | 18-25, 11-25, 18-25               |
| 26-03                    | Cataño - Naranjito   | 3-1 | 25-12, 17-25, 25-13, 25-16        |
| 26-03                    | Ponce - Carolina     | 3-1 | 25-18, 25-19, 21-25, 25-23        |
| 27-03                    | Juncos - Mayagüez    | 3-1 | 25-19, 17-25, 25-18, 25-23        |
| 28-03                    | Naranjito - Ponce    | 1-3 | 15-25, 15-25, 25-21, 14-25        |
| 28-03                    | Caguas - Cataño      | 3-0 | 25-15, 25-15, 25-23               |
| 29-03                    | Carolina - Juncos    | 1-3 | 18-25, 28-26, 22-25, 21-25        |
| 31-03                    | Naranjito - Juncos   | 1-3 | 25-23, 14-25, 15-25, 16-25        |
| 01-04                    | Ponce - Cataño       | 3-1 | 26-24, 23-25, 25-19, 25-20        |
| 01-04                    | Carolina - Mayagüez  | 0-3 | 10-25, 21-25, 19-25               |
| 02-04                    | Juncos - Caguas      | 3-1 | 26-24, 25-20, 20-25, 25-16        |
| 04-04                    | Cataño - Carolina    | 3-1 | 22-25, 25-16, 25-19, 25-17        |
| 05-04                    | Mayagüez - Ponce     | 3-2 | 20-25, 22-25, 25-21, 25-19, 15-13 |
| 05-04                    | Caguas - Naranjito   | 3-0 | 25-17, 25-15, 25-17               |

#### Classifica
| Pos. | Squadra               | Pt | G  | V  | P  | SV | SP | Ratio | PF   | PS   | Ratio |
| ---- | --------------------- | -- | -- | -- | -- | -- | -- | ----- | ---- | ---- | ----- |
| 1    | Criollas de Caguas    | 53 | 24 | 17 | 7  | 58 | 30 | 1.933 | 2046 | 1785 | 1.146 |
| 2    | Indias de Mayagüez    | 49 | 24 | 18 | 6  | 59 | 35 | 1.686 | 2100 | 1946 | 1.079 |
| 3    | Valencianas de Juncos | 48 | 24 | 16 | 8  | 53 | 36 | 1.472 | 2072 | 1895 | 1.093 |
| 4    | Leonas de Ponce       | 46 | 24 | 14 | 10 | 55 | 38 | 1.447 | 2116 | 2001 | 1.057 |
| 5    | Lancheras de Cataño   | 30 | 24 | 10 | 14 | 39 | 50 | 0.780 | 1888 | 1970 | 0.958 |
| 6    | Gigantes de Carolina  | 23 | 24 | 8  | 16 | 31 | 54 | 0.574 | 1810 | 2007 | 0.902 |
| 7    | Changas de Naranjito  | 3  | 24 | 1  | 23 | 19 | 71 | 0.268 | 1757 | 2185 | 0.804 |

      Qualificata ai quarti di finale.

### Play-off scudetto

#### Quarti di finale

##### Girone A

###### Risultati
| Gara 1 |                   |     |                     |
|        |                   |     |                     |
| 08-04  | Carolina - Caguas | 0-3 | 16-25, 13-25, 22-25 |

| Gara 2 |                   |     |                     |
|        |                   |     |                     |
| 09-04  | Carolina - Juncos | 0-3 | 19-25, 23-25, 18-25 |

| Gara 3 |                 |     |                     |
|        |                 |     |                     |
| 11-04  | Caguas - Juncos | 0-3 | 21-25, 17-25, 27-29 |

| Gara 4 |                   |     |                            |
|        |                   |     |                            |
| 12-04  | Caguas - Carolina | 3-1 | 24-26, 27-25, 25-22, 25-18 |

| Gara 5 |                   |     |                    |
|        |                   |     |                    |
| 14-04  | Juncos - Carolina | 3-0 | 25-13, 25-11, 25-7 |

| Gara 6 |                 |     |                                  |
|        |                 |     |                                  |
| 15-04  | Juncos - Caguas | 2-3 | 23-25, 25-20, 21-25, 25-18, 9-15 |

###### Classifica
| Pos. | Squadra               | Pt | G | V | P | SV | SP | Ratio | PF  | PS  | Ratio |
| ---- | --------------------- | -- | - | - | - | -- | -- | ----- | --- | --- | ----- |
| 1    | Valencianas de Juncos | 6  | 4 | 3 | 1 | 11 | 3  | 3.667 | 332 | 259 | 1.282 |
| 2    | Criollas de Caguas    | 6  | 4 | 3 | 1 | 9  | 6  | 1.500 | 344 | 324 | 1.062 |
| 3    | Gigantes de Carolina  | 0  | 4 | 0 | 4 | 1  | 12 | 0.083 | 233 | 326 | 0.715 |

      Qualificata alle semifinali.

##### Girone B

###### Risultati
| Gara 1 |                  |     |                            |
|        |                  |     |                            |
| 07-04  | Ponce - Mayaguez | 3-1 | 17-25, 25-16, 25-13, 25-20 |

| Gara 2 |                |     |                            |
|        |                |     |                            |
| 08-04  | Ponce - Cataño | 3-1 | 25-22, 25-19, 23-25, 25-16 |

| Gara 3 |                   |     |                                  |
|        |                   |     |                                  |
| 10-04  | Mayaguez - Cataño | 2-3 | 25-17, 19-25, 25-16, 28-30, 7-15 |

| Gara 4 |                  |     |                            |
|        |                  |     |                            |
| 11-04  | Mayaguez - Ponce | 1-3 | 23-25, 15-25, 22-25, 21-25 |

| Gara 5 |                |     |                     |
|        |                |     |                     |
| 13-04  | Cataño - Ponce | 0-3 | 18-25, 18-25, 20-25 |

| Gara 6 |                   |     |                            |
|        |                   |     |                            |
| 14-04  | Cataño - Mayaguez | 1-3 | 27-25, 23-25, 29-31, 22-25 |

| \| Spareggio \| \| \| \| \| \| \| \| \| \| 16-04 \| Mayaguez - Cataño \| 3-2 \| 21-25, 25-27, 25-15, 25-19, 15-13 \| |                   |     |                                   |
| Spareggio |                   |     |                                   |
| |                   |     |                                   |
| 16-04 | Mayaguez - Cataño | 3-2 | 21-25, 25-27, 25-15, 25-19, 15-13 |

##### Classifica
| Pos. | Squadra             | Pt | G | V | P | SV | SP | Ratio | PF  | PS  | Ratio |
| ---- | ------------------- | -- | - | - | - | -- | -- | ----- | --- | --- | ----- |
| 1    | Leonas de Ponce     | 8  | 4 | 4 | 0 | 12 | 3  | 4.000 | 363 | 295 | 1.231 |
| 2    | Indias de Mayagüez  | 2  | 4 | 1 | 3 | 7  | 10 | 0.700 | 367 | 394 | 0.931 |
| 3    | Lancheras de Cataño | 2  | 4 | 1 | 3 | 5  | 11 | 0.455 | 342 | 383 | 0.893 |

      Qualificata alle semifinali.

#### Semifinali
| Gara 1 |                   |     |                                  |
|        |                   |     |                                  |
| 17-04  | Caguas - Ponce    | 0-3 | 21-25, 17-25, 21-25              |
| 18-04  | Mayagüez - Juncos | 3-2 | 25-16, 22-25, 26-28, 25-23, 15-9 |

| Gara 2 |                   |     |                            |
|        |                   |     |                            |
| 19-04  | Ponce - Caguas    | 1-3 | 25-27, 21-25, 25-18, 18-25 |
| 21-04  | Juncos - Mayagüez | 3-1 | 25-23, 23-25, 25-17, 25-23 |

| Gara 3 |                   |     |                                   |
|        |                   |     |                                   |
| 21-04  | Caguas - Ponce    | 3-1 | 22-25, 25-20, 25-18, 25-21        |
| 22-04  | Mayagüez - Juncos | 2-3 | 23-25, 27-25, 25-21, 22-25, 13-15 |

| Gara 4 |                   |     |                                   |
|        |                   |     |                                   |
| 23-04  | Ponce - Caguas    | 3-2 | 13-25, 26-24, 25-10, 17-25, 17-15 |
| 24-04  | Juncos - Mayagüez | 1-3 | 23-25, 22-25, 25-17, 26-28        |

| Gara 5 |                   |     |                            |
|        |                   |     |                            |
| 25-04  | Caguas - Ponce    | 3-1 | 20-25, 19-25, 25-17, 25-15 |
| 26-04  | Mayagüez - Juncos | 3-1 | 18-25, 25-23, 25-17, 25-20 |

| Gara 6 |                   |     |                                  |
|        |                   |     |                                  |
| 27-04  | Ponce - Caguas    | 3-2 | 20-25, 26-24, 25-17, 17-25, 15-7 |
| 28-04  | Juncos - Mayagüez | 1-3 | 26-24, 23-25, 13-25, 6-25        |

| \| Gara 7 \| \| \| \| \| \| \| \| \| \| 29-04 \| Caguas - Ponce \| 3-0 \| 25-17, 25-11, 25-20 \| |                |     |                     |
| Gara 7                                                                                           |                |     |                     |
|                                                                                                  |                |     |                     |
| 29-04                                                                                            | Caguas - Ponce | 3-0 | 25-17, 25-11, 25-20 |

#### Finale
| Gara 1 |                   |     |                                   |
|        |                   |     |                                   |
| 01-05  | Caguas - Mayagüez | 3-2 | 19-25, 25-15, 25-22, 19-25, 15-12 |

| Gara 2 |                   |     |                            |
|        |                   |     |                            |
| 04-05  | Mayagüez - Caguas | 1-3 | 12-25, 24-26, 25-23, 17-25 |

| Gara 3 |                   |     |                     |
|        |                   |     |                     |
| 06-05  | Caguas - Mayagüez | 3-0 | 25-15, 25-23, 25-20 |

| Gara 4 |                   |     |                                   |
|        |                   |     |                                   |
| 08-05  | Mayagüez - Caguas | 3-2 | 23-25, 25-21, 25-22, 19-25, 18-16 |

| \| Gara 5 \| \| \| \| \| \| \| \| \| \| 10-05 \| Caguas - Mayagüez \| 3-0 \| 25-17, 25-16, 25-20 \| |                   |     |                     |
| Gara 5                                                                                              |                   |     |                     |
| |                   |     |                     |
| 10-05                                                                                               | Caguas - Mayagüez | 3-0 | 25-17, 25-16, 25-20 |

|  | Semifinali            | Semifinali            | Semifinali            | Semifinali | Semifinali | Semifinali | Semifinali | Semifinali | Semifinali |  |  | Finale             | Finale             | Finale             | Finale             | Finale | Finale | Finale | Finale | Finale |  |
|  |                       |                       |                       |            |            |            |            |            |            |  |  |                    |                    |                    |                    |        |        |        |        |        |  |
|  | Criollas de Caguas    | Criollas de Caguas    | 0                     | 3          | 3          | 2          | 3          | 2          | 3          |  |  |                    |                    |                    |                    |        |        |        |        |        |  |
|  | Leonas de Ponce       | Leonas de Ponce       | 3                     | 1          | 1          | 3          | 1          | 3          | 0          |  |  | Criollas de Caguas | Criollas de Caguas | Criollas de Caguas | Criollas de Caguas | 3      | 3      | 3      | 2      | 3      |  |
|  | Indias de Mayagüez    | Indias de Mayagüez    | Indias de Mayagüez    | 3          | 1          | 2          | 3          | 3          | 3          |  |  | Indias de Mayagüez | Indias de Mayagüez | Indias de Mayagüez | Indias de Mayagüez | 2      | 1      | 0      | 3      | 0      |  |
|  | Valencianas de Juncos | Valencianas de Juncos | Valencianas de Juncos | 2          | 3          | 3          | 1          | 1          | 1          |  |  |                    |                    |                    |                    |        |        |        |        |        |  |

## Premi individuali
| Premio                   | Giocatrice         | Squadra               |
| ------------------------ | ------------------ | --------------------- |
| MVP della Regular Season | Yarimar Rosa       | Valencianas de Juncos |
| MVP delle finali         | Karina Ocasio      | Criollas de Caguas    |
| MVP dell'All-Star Game   | Yarimar Rosa       | Valencianas de Juncos |
| Miglior palleggiatrice   | Natalia Valentín   | Leonas de Ponce       |
| Rising star              | Nayka Benítez      | Leonas de Ponce       |
| Miglior ritorno          | Xaimara Colón      | Valencianas de Juncos |
| Miglior esordiente       | Jennifer Nogueras  | Criollas de Caguas    |
| Migliore allenatore      | Luis Enrique Ruiz  | Valencianas de Juncos |
| All-Star Team            | Natalia Valentín   | Leonas de Ponce       |
| All-Star Team            | Yarimar Rosa       | Valencianas de Juncos |
| All-Star Team            | Kristy Jaeckel     | Lancheras de Cataño   |
| All-Star Team            | Karina Ocasio      | Criollas de Caguas    |
| All-Star Team            | Jessica Jones      | Criollas de Caguas    |
| All-Star Team            | Jetzabel Del Valle | Leonas de Ponce       |
| All-Star Team            | Debora Seilhamer   | Lancheras de Cataño   |